# Dolichurus oxanus
Dolichurus oxanus är en  stekelart som beskrevs av Nagy 1971. Dolichurus oxanus ingår i släktet Dolichurus och familjen Ampulicidae. Inga underarter finns listade i Catalogue of Life.